# Достал, Роман
Ро́ман До́стал (чеш. Roman Dostál; 13 июля 1970, Усти-над-Орлици) — чехословацкий и чешский биатлонист, чемпион мира. Роман является первым чемпионом мира в истории мужского чешского биатлона. Завершил карьеру в сезоне 2009/2010 годов.
Он начал заниматься биатлоном с 14 лет. Несмотря на неровные выступления и невысокие результаты, Досталу всё же удаётся попасть в состав основной сборной Чехии. Первым его крупным достижением становится серебряная медаль чемпионата мира 1995 года, завоёванная в командной гонке. Неуверенная стрельба при неплохой лыжной подготовке не позволяла Роману Досталу занимать места выше четвёртого-пятого десятка в общем зачёте Кубка мира. Тем не менее, в сезоне 2004/05 он сенсационно выигрывает индивидуальную гонку чемпионата мира в Хохфильцене и вписывает своё имя в историю мирового биатлона. По итогам следующего сезона Роман Достал вошёл в число тридцати лучших биатлонистов мира. Но на Олимпийских играх 2006 года в Турине в индивидуальных соревнованиях выше двадцать третьего места он подняться не смог.